# Wowee Zowee
Wowee Zowee ist das dritte Studioalbum der US-amerikanischen Rockband Pavement und erschien am 11. April 1995. Zum Zeitpunkt der Veröffentlichung polarisierte das experimentelle Album Fans und Kritiker, fand über die Jahre jedoch zunehmende Anerkennung.

## Hintergrund
Auf Wowee Zowee, das als radikaler und weniger zugänglich als seine beiden Vorgänger gilt, vereinte die Band unterschiedliche Einflüsse aus der Rock- und Popmusik. Neben Noise-Rock- und Lo-Fi-Klängen, finden sich auf dem Album Anleihen an Country („Father to a Sister of Thought“, „Half a Canyon“), Folk („We Dance“), Jazz („Motion Suggests Itself“), Punk („Serpentine Pad“), Grunge („Flux = Rad“) und Blues („Extradition“). Einige Songs sind fragmentarisch oder unfertig gehalten. Aufgrund seines eklektizistischen Charakters wurde Wowee Zowee mit dem White Album der Beatles verglichen.
Der Albumtitel geht auf Gary Young, den früheren Schlagzeuger der Band, zurück. Außerdem ist er eine Hommage an den Song Wowie Zowie von Frank Zappa. Bob Nastanovich schlug alternativ den Titel „Dick-Sucking Fool at Pussy-Licking School“ vor, dieser war den anderen Bandmitgliedern jedoch zu riskant.
Das Bild auf dem Cover stammt von dem Maler Steve Keene und ist an das Album Känguru der deutschen Krautrock-Band Guru Guru angelehnt. Malkmus ist stark von deutscher Rockmusik der 1970er Jahre beeinflusst.
Der Großteil des Albums wurde im November 1994 in den Easley Recording Studios in Memphis eingespielt. Die restlichen Sessions fanden im Februar 1995 in den Random Falls Studios in New York City statt, wo auch schon der Vorgänger entstand. Vier der Songs („Flux = Rad“, „Kennel District“, „Grounded“ und „Pueblo“) schrieben Malkmus und Kannberg noch für Crooked Rain, Crooked Rain, daher sind frühe Takes auf der Bonus-CD LA’s Desert Origins enthalten. Wowee Zowee wurde in den USA von Matador Records veröffentlicht und in Großbritannien von Big Cat Records, den Vertrieb in Deutschland übernahm Rough Trade Records.
Wowee Zowee erschien auf LP als Doppelalbum, die vierte Seite ist allerdings leer.

## Titelliste
Bis auf die gekennzeichneten Ausnahmen stammen alle Songs aus der Feder von Stephen Malkmus.
Seite 1
1. We Dance – 3:01
2. Rattled by the Rush – 4:16
3. Black Out – 2:10
4. Brinx Job – 1:31
5. Grounded – 4:14
6. Serpentine Pad – 1:16
Seite 2
7. Motion Suggests Itself – 3:15
8. Father to a Sister of Thought – 3:30
9. Extradition – 2:12
10. Best Friend’s Arm – 2:19
11. Grave Architecture – 4:16
12. AT&T – 3:32
Seite 3
13. Flux = Rad – 1:45
14. Fight This Generation – 4:22
15. Kennel District (Scott Kannberg) – 2:59
16. Pueblo – 3:25
17. Half a Canyon – 6:10
18. Western Homes (Kannberg) – 1:49

## Rezeption
Die Reaktionen auf Wowee Zowee fielen 1995 durchwachsen aus, besonders die Experimentierfreude der Band wurde uneins beurteilt. Im Laufe der Jahre wandelte sich die Wahrnehmung jedoch und das Album wird retrospektiv durchweg positiv rezensiert. Die Musikzeitschrift Rolling Stone, die Wowee Zowee zunächst nur mit 2½ von 5 Sternen bewertete, würdigte das Album 2014 als „Meisterwerk“ und wählte es 2020 auf Platz 265 der 500 besten Alben aller Zeiten. Die deutsche Ausgabe des Magazins vergab 4½ von 5 Sternen an das Album.

„Diese LP überzeugte nicht sofort, war aber von einer Breite und Tiefe, die das Anhören lohnte. Die Hauruck-Experimente von einst gab es noch immer, und auch die unbeschwerte Leichtigkeit in den Songs war nach wie vor vorhanden. Doch es gab eine größere Vielfalt als zuvor, angefangen von dem Nirvana-artigen „Flux-Rad“ bis zu den markanten Melodien von „Motion Suggests“ und „Father to a Sister of Thought“, wo eine hinreißende Steelgitarre zu hören waren. Nun gab es keinen Zweifel mehr: Pavement waren – auf Platte oder live – zu einer der originellsten, ehrlichsten und eigenständigsten Bands der 90er Jahre geworden.“

„Mit einigem Abstand wurde das Album nach den fast ausnahmslos ernüchternden Reviews bei Erscheinen aber rehabilitiert – und als stilistisch wagemutiges Experiment gefeiert, das heute vielen als beste und interessanteste Pavement-Platte gilt.
[...]  So mag Slanted & Enchanted das entscheidende Statement sein, Crooked Rain, Crooked Rain die besten Songs enthalten, Brighten the Corners das stringenteste Pavement-Album sein und Terror Twilight das am sorgfältigsten produzierte, Wowee Zowee aber ist mit seiner schlichten Fülle an Ideen die ergiebigste Platte der Band.“

„Grungige Klänge, die dem laufenden Jahrzehnt bislang ihren nachhaltigsten Stempel aufdrückten, scheut Malkmus denn auch wie der Teufel das Weihwasser. Er schreibt der Dekade einen eigenen, ganz intimen Soundtrack auf den Leib: Seine Songs übernehmen im musikalischen Universum die Rolle der unergründlichen Schwarzen Löcher – ausgebrannte Sterne, die dennoch unweigerlich alles anziehen und verschlingen. Introvertiert, ja fast autistisch wimmert, winselt und schreit sich Malkmus auf Wowee Zowee durch 17 Tracks, die im Vergleich zu Ohrwürmern wie ‘Range Life’ aus dem Vorgänger-Album Crooked Rain, Crooked Rain (1994) allesamt deutlich sperriger wirken und sich in ihrer abgehobenen Komplexität beinahe jeder Kritik entziehen.“

„Wowee Zowee became the beloved oddball in Pavement’s discography. There’s rock, there’s blues, there’s ballads and punk and artsy changeups mid-song. Wowee Zowee is all over the place. That’s what makes it perfect.“

Das Magazin Spin wählte Wowee Zowee auf Platz 153 der 300 besten Alben aus dem Zeitraum 1985 bis 2014.

## Sordid Sentinels Edition
Im November 2006 veröffentlichten Matador und Domino Records eine erweiterte Neuauflage von Wowee Zowee auf 2 CDs. Sie ist nach Luxe & Reduxe und LA’s Desert Origins die dritte Neuveröffentlichung eines Pavement-Albums mit Bonusmaterial. Die Sordid Sentinels Edition enthält neben dem Studioalbum zusätzliche Songs, B-Seiten, Outtakes, die EP Pacific Trim von 1995, Livemitschnitte sowie beigesteuerte Songs für die Soundtracks der Filme I Shot Andy Warhol und Kids in the Hall: Brain Candy.
Anlässlich des 25. Jubiläums des Albums veröffentlicht Matador im August 2020 die Bonustracks Sensitive Euro Man und Brink of the Clouds/Candylad als limitierte 7″-Single.

### Disc 1
Wowee Zowee
1. We Dance – 3:02
2. Rattled by the Rush – 4:16
3. Black Out – 2:09
4. Brinx Job – 1:30
5. Grounded – 4:16
6. Serpentine Pad – 1:16
7. Motion Suggests Itself – 3:15
8. Father to a Sister of Thought – 3:30
9. Extradition – 2:12
10. Best Friend’s Arm – 2:19
11. Grave Architecture – 4:16
12. AT&T – 3:22
13. Flux = Rad – 1:45
14. Fight This Generation – 4:22
15. Kennel District – 2:59
16. Pueblo – 3:25
17. Half a Canyon – 6:10
18. Western Homes – 1:51
Wowee Zowee Session Outtake
19. Sordid – 0:28
Rattled by la Rush EP (B-Seiten)
20. Brink of the Clouds – 2:25
21. False Skorpion – 2:03
22. Easily Fooled – 3:05
Father to a Sister of Thought (B-Seiten)
23. Kris Kraft – 2:46
24. Mussle Rock (Is a Horse in Transition) – 3:26
Pacific Trim EP
25. Give It a Day – 2:38
26. Gangsters & Pranksters – 1:30
27. Saganaw – 3:32
28. I Love Perth – 1:05
Wowee Zowee Session Outtake
29. Sentinel – 0:14

### Disc 2
I Shot Andy Warhol Soundtrack
1. Sensitive Euro Man – 3:17
Wowee Zowee Session Outtake
2. Stray Fire – 2:46
Live: Hilversum, Niederlande (3. März 1994)
3. Fight This Generation – 8:10
4. Easily Fooled – 3:43
Jam Session mit Doug Easley am Piano
5. Soul Food – 3:46
Homage – Lots of Bands Doing Descendents’ Songs
6. It’s a Hectic World – 1:03
BBC Radio 1 Steve Lamacq Evening Session (15. März 1995)
7. Kris Kraft – 2:38
8. Golden Boys/Serpentine Pad – 4:33
9. Painted Soldiers – 2:40
10. I Love Perth – 1:10
Medusa Cyclone/Pavement Split 7″
11. Dancing with the Elders – 4:14
Live: Wireless JJJ Radio in Australien (7. Juli 1994)
12. Half a Canyon – 5:27
13. Best Friend’s Arm – 3:52
14. Brink of the Clouds/Candylad – 3:59
15. Unfair – 2:40
16. Easily Fooled – 3:24
17. Heaven Is a Truck – 4:03
18. Box Elder – 5:16
Schoolhouse Rock! Rocks (Compilation)
19. No More Kings – 4:23
Kids in the Hall: Brain Candy (Soundtrack)
20. Painted Soldiers – 2:54
Wowee Zowee Session Outtake
21. We Dance (Alternate Mix) – 3:02